# Casino Evangelisti Guidi

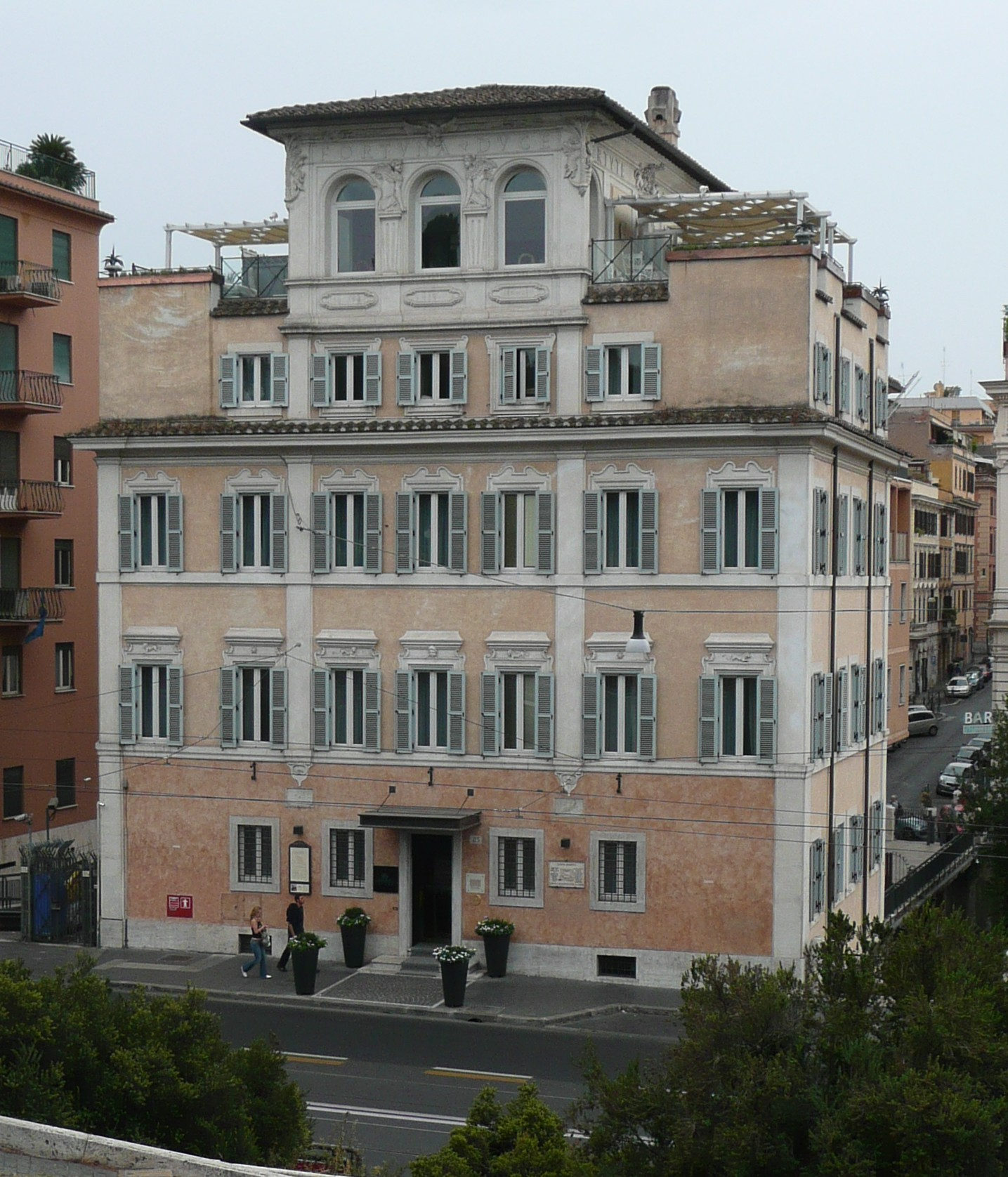
Vue du palais.

Le Casino Evangelisti Guidi est un petit palais baroque situé au 125 de la Via Labicana, dans le rione Monti de Rome. 

## Histoire
Le casino, construit par Giovanni Battista Mola (1585-1665) au XVIIe siècle pour la famille Evangelisti, a ensuite été vendu (ou donné) à la « vénérable archiconfraternité de la Santissima Trinità dei Pellegrini et dei Convalescenti », mentionnée par deux plaques sur la façade. Au siècle suivant, le bâtiment a été complètement restructuré, probablement lorsqu'il a été acquis comme pavillon de chasse par la famille Guidi. Sur la carte de Nolli (1748), l'endroit s’appelle Giardino Guidi. En 2002, le comte Goffredo Manfredi transforma le bâtiment en un hôtel de luxe appelé Hôtel Gladiatori Palazzo Manfredi, en référence au fait que le bâtiment était situé sur les vestiges de Ludus Magnus, le plus important des divers quartiers de gladiateurs de Rome, renommé depuis Hotel Palazzo Manfredi.

## Description
Le bâtiment présente une élégante façade sur deux étages divisée verticalement par des lésènes et des fenêtres aux encadrements élaborés et décorés d'étoiles, de lions et de mascarons.  Sa caractéristique principale est le grand belvédère à quatre côtés (les côtés sont modernes, des années 1950) avec trois arcades ornées de stucs dans les angles et deux cariatides dans le soutien de l'arc central.  Dans l'attique du Belverdere on voit l'inscription « FORTUNA DUCE » (« la chance comme guide ») à l'avant et « VIRTUTE COMITE » (« la Vertu comme compagnon») sur le côté, pour paraphraser une célèbre phrase de Cicéron : « Comite fortuna, virtute duce ». 